# توپولف ای‌ان‌تی-۱۰
توپولف ای‌ان‌تی-۱۰ (به انگلیسی: Tupolev ANT-10) یک هواگرد ساختِ کارخانهٔ توپولف در کشور اتحاد جماهیر سوسیالیستی شوروی است. این هواگرد برای نخستین بار در ۳۰ ژانویه ۱۹۳۰ میلادی مورد استفاده قرار گرفت.